# کینتسویسی (شهرداری کارلی)
کینتسویسی (به لاتین: Kintsvisi) یک منطقهٔ مسکونی در گرجستان است که در شهرداری کارلی واقع شده‌است. کینتسویسی ۲۰۵ نفر جمعیت دارد و ۷۳۰ متر بالاتر از سطح دریا واقع شده‌است.